# Эвантон

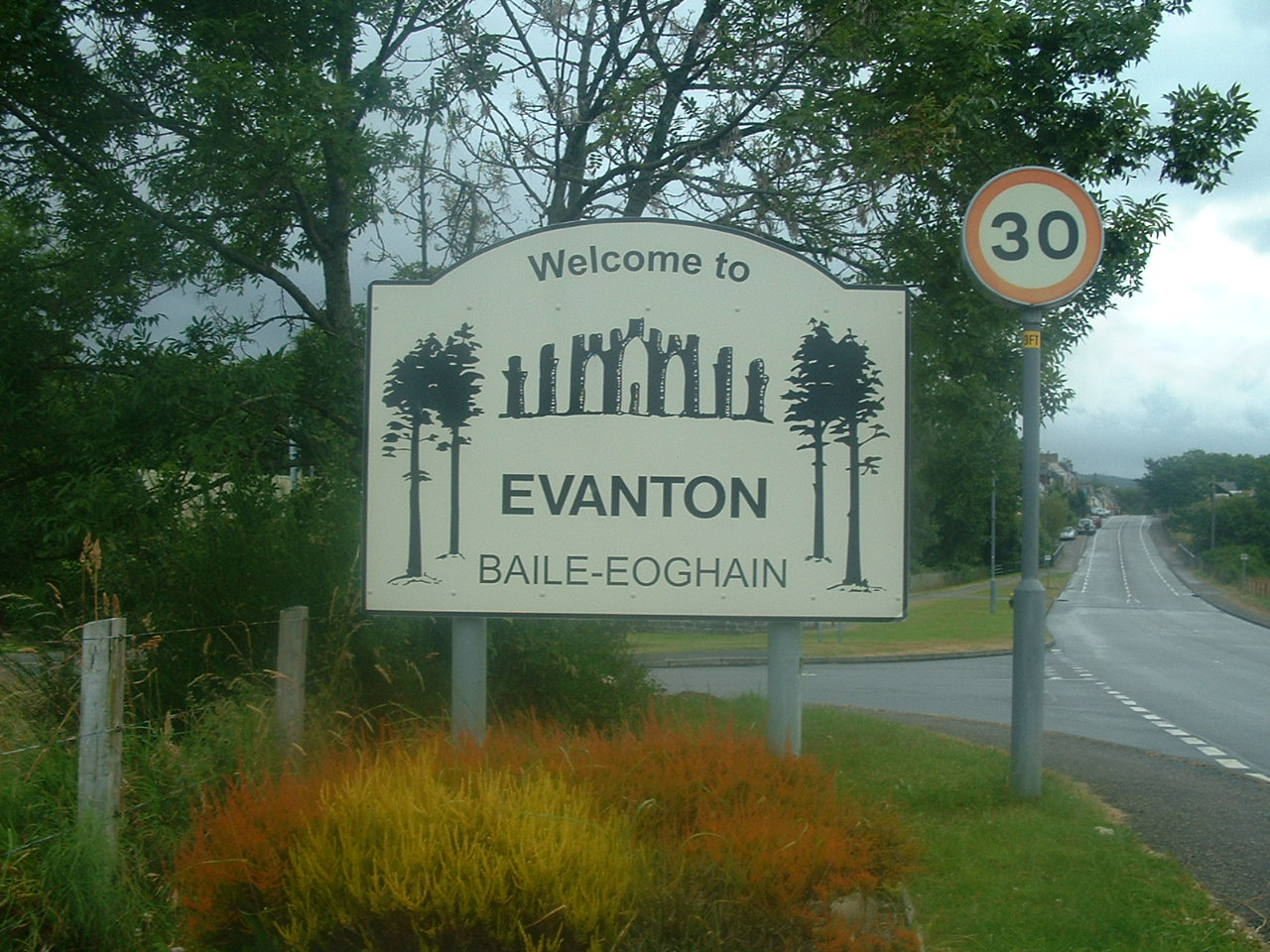
Знак на въезде в Эвантон

Эвантон (англ. Evanton, гэльск. Baile Eòghainn) — деревня в Истере Россе, в области Хайленд, Шотландии. В Эвантоне проживает 1105 человек. Поселение основал в 1807 году Александр Фрейзер Болкони, назвав его в честь своего сына Эвана (Evan Fraser of Balconie). Эвантон был основан по соседству с деревней Драммонд, которая на два века старше.